# Гарсия, Эдвин
Э́двин Гарси́я (исп. Jhon Edwin García Jiménez; род. 10 июля 1982, Перейра) — колумбийский футболист, выступавший на позиции защитника в 2000—2010-е годы.

## Биография
Эдвин Гарсия — воспитанник «Онсе Кальдас». Начало 2000-х годов стало «золотым периодом» в истории клуба из Манисалеса. На взрослом уровне Гарсия дебютировал в 2003 году, и в том же сезоне стал чемпионом Колумбии. Команда Луиса Фернандо Монтойи выиграла этот титул спустя 53 года. В 2004 году «Онсе Кальдас» сенсационно стал победителем Кубка Либертадорес. В финале колумбийцы одолели аргентинскую «Боку Хуниорс» (0:0; 1:1, в серии пенальти 2:0). Гарсия сыграл в 13 из 14 матчей своей команды, пропустив лишь последнюю игру группового этапа против уругвайского «Феникса» (2:2), когда команда уже обеспечила себе первое место в квартете. В ответной финальной игре Гарсия был заменён на 89 минуте на Вильмера Ортегона.
12 декабря 2004 года принял участие в последнем в истории матче за Межконтинентальный кубок. «Онсе Кальдас» и победитель европейской Лиги чемпионов «Порту» сыграли вничью 0:0, а в серии пенальти со счётом 8:7 победу одержал португальский клуб. Эдвин Гарсия вышел на поле в стартовом составе. Он стал одним из двух игроков, вместе с Хонатаном Фаббро, которые не сумели забить в ворота Витора Баии в послематчевой серии — промах Эдвина стал решающим, пробивший после него Педру Эмануэл забил и установил окончательный счёт.
В 2005 году Гарсия на правах аренды выступал за «Мильонариос», а после ухода из «Онсе Кальдас» с 2007 по 2010 год выступал за «Ла Экидад» и «Депортиво Пасто». В 2010 году попробовал вернуться в «Онсе Кальдас», однако не сумел пробиться в основной состав, и в 2011 году перешёл в «Итагуи». Последние два сезона в профессиональной карьере Эдвин Гарсия провёл в «Депортиво Перейре» из родного города.

## Достижения
- Чемпион Колумбии: 2003 (Апертура)
- Обладатель Кубка Либертадорес: 2004